# 李丰 (东汉)
李丰（？—197年），東漢末年人物，袁術部下。
建安二年（197年），曹操東征袁術，袁術棄軍逃走，留橋蕤、李丰、梁綱、樂就於蘄陽抗拒曹操，李丰為曹操所斬。